# Вал ди Вице
Ва̀л ди Вѝце (на италиански: Val di Vizze; на немски: Pfitsch, Пфич) е община в Северна Италия, автономна провинция Южен Тирол, автономен регион Трентино-Южен Тирол. Разположено е на 948 m надморска височина. Населението на общината е 2761 души (към 2010 г.).
Административен център на общината е село Прати (на италиански: Prati; на немски: Wiesen, Визен).

## Език
Официални общински езици са и италианският и немският. Най-голямата част от населението говори немски. В общината се говори и други романски език, ладинският.
| %     | Роден език      |
| 8,94  | Италиански език |
| 90,98 | Немски език     |
| 0,08  | Ладински език   |